# Fungiacyathidae
Famille
Fungiacyathidae Chavalier, 1987 est une famille de scléractiniaires (coraux durs dits coraux bâtisseurs de récifs).

## Liste des genres
Le World Register of Marine Species, recense le genre suivant (au 19 juin 2015) : 
- Fungiacyathus Sars, 1872